# خوانا إنريكس
خوانا إنريكيز دي كوردوبا ، سيدة كاساروبيوس ديل مونتي الخامسة (1425-13 فبراير 1468) كانت سيدة نبيلة من قشتالة وملكة أراغون بصفتها زوجة للملك خوان الثاني من عام 1458 حتى وفاتها . بعد زواجهما عام 1444 ، أصبحت بحكم الواقع ملكة نافارا. تزوجت خوانا من خوان الثاني ملك أراغون بعد ثلاث سنوات من وفاة زوجته الأولى الملكة بلانكا الأولى .

## حياتها
كانت خوانا ابنة فادريك إنريكيز وماريانا فرنانديز سيدة مقاطعة كاساروبيوس ديل مونتي الرابعة ، وخلفت والدتها عام 1431. ولدت في توريلوباتون ، وهي حفيدة حفيدة ألفونسو الحادي عشر ملك قشتالة.
على الرغم من أن خوان الثاني لم يعد بحكم القانون ملك نافارا بعد وفاة زوجته ، إلا أنه لم يتنازل أبدًا عن السلطة لابنه كارلوس الرابع  وابنته بلانكا الثانية ، وهو القرار الذي أيدته خوانا. أدى هذا الانتهاك لقانون الخلافة إلى مواجهة مع تاج أراغون وصراع بين المزارعين والنبلاء ، واندلاع الحرب الأهلية في نافاريس. اتُهمت بأنها هي من أصدرت الأوامر بقتل كارلوس الرابع بالسم الذي توفي عام 1461 ، هربت خوانا إلى جرندة طلبًا للحماية من الأسقف.
كانت أعظم أمنية للملكة خوانا هي أن تزوج ابنها فرناندو الثاني من إيزابيلا (الأخت غير الشقيقة ووريثة الملك هنري الرابع ملك قشتالة). استمر زواجهما الذي حدث بالفعل لمدة 35 عامًا ونتج عنه أمير وأربع ملكات. ومع ذلك ، توفيت خوانا في 13 فبراير 1468 بسبب سرطان الثدي  قبل عام من الزواج. لم يتزوج زوجها الملك خوان الثاني مرة أخرى واستمر في الحكم حتى وفاته عام 1479. تزوجت ابنتها جوانا من فرديناندو الأول ملك نابولي وبالتالي أصبحت ملكة نابولي.

## الأبناء
تزوجت خوانا إنريكس من خوان الثاني ملك أراغون وأنجبت منه أربعة أبناء :
- إليونورا (1448 --؟) توفيت صغيرة جدا
- فرناندو الثاني (1452-1516) ملك تاج أراغون.
- جوانا  (1454-1517)، تزوجت في عام 1476 ابن عمها فرديناندو الأول ملك نابولي.
- ماريا أراغون (1455 --؟) توفيت طفلة.